# NXT
NXT is een brand (merk) van de Amerikaanse worstelorganisatie WWE dat gelanceerd werd op 23 februari 2010. Sinds september 2021 dient NXT opnieuw als opleidingscentra voor WWE.
De eerste twee jaar was NXT een realityshow waarin rookies streden om een ster te worden in WWE. NXT werd in 2012 omgedoopt en verving het voormalige opleidingscentrum, Florida Championship Wrestling (FCW) als WWE's ontwikkelingsgebied voor hun hoofdrooster (Raw en SmackDown). Na verloop van tijd gingen worstelende experts en fans het echter als zijn eigen afzonderlijke entiteit beschouwen.
De status van NXT werd verhoogd toen het gelijknamige televisieprogramma in september 2019 naar het USA Network verhuisde en werd opgenomen tijdens het evenement Survivor Series van dat jaar. In datzelfde jaar debuteerde het programma AEW Dynamite van de worslelorganisatie All Elite Wrestling (AEW) en zat in concurrentie met WWE NXT, waarmee een start kwam aan de "Wednesday Night Wars", de eerste kijkcijferoorlog sinds 1995 met World Championship Wrestling (WCW). In april 2021 werd NXT verschoven naar de dinsdagavond, waarmee er een einde kwam aan de kijkcijferoorlog, en het merk werd in september 2021 hernoemd tot "NXT 2.0".
Van 2014 tot 2021 hield het merk zijn grote evenementen onder de naam NXT TakeOver, maar deze evenementenserie werd stopgezet met de introductie van NXT 2.0. WWE heeft ook twee submerken onder NXT: NXT UK, dat is gevestigd is en geproduceerd wordt voor worstelaars in het Verenigd Koninkrijk, en 205 Live, dat voor worstelaars is die worden aangekondigd als cruiserweights (205 lbs en minder). Deze worstelaars verschijnen voornamelijk in de wekelijkse programma's NXT UK en 205 Live.

## Kampioenschappen
| Kampioenschap                     | Huidige kampioen(en)                                    | Datum             | Vorige kampioen(en)            | Evenement               |
| --------------------------------- | ------------------------------------------------------- | ----------------- | ------------------------------ | ----------------------- |
| NXT Championship                  | Carmelo Hayes                                           | 1 april 2023      | Bron Breakker                  | NXT Stand & Deliver     |
| NXT North American Championship   | Dominik Mysterio                                        | 18 juli 2023      | Wes Lee                        | WWE NXT                 |
| NXT Tag Team Championship         | The Family (Tony D'Angelo em Channing "Stacks" Lorenzo) | 30 juli 2023      | Gallus (Nash Carter & Wes Lee) | The Great American Bash |
| NXT Women's Championship          | Becky Lynch                                             | 12 september 2023 | Tiffany Stratton               | WWE NXT                 |
| NXT Women's Tag Team Championship | Chelsea Green &Piper Niven                              | 17 juli 2023      | Raquel Rodriguez & Liv Morgan  | Raw                     |

## Televisie
De WWE Network was van 2014 tot 2019 de belangrijkste uitzender van het gelijknamige televisieprogramma van NXT in de Verenigde Staten. Reguliere afleveringen waren 1 uur lang en werden later uitgezonden, terwijl evenementen van NXT TakeOver periodiek werden geproduceerd. Op 17 mei 2012, begon WWE met het filmen van afleveringen van NXT in het Full Sail University in Winter Park, Florida. Tickets zijn gratis voor studenten en voor niet-studenten kost het 10 dollar.
In zijn oorspronkelijke indeling van 2010 tot 2012 was NXT een seizoengebonden wedstrijdserie die op grote locaties werd gefilmd tijdens de opnames van SmackDown. De serie zag "NXT Rookies" gepaard met "WWE Pros", waarbij de "Rookies" streden in uitdagingen totdat er één winnaar overbleef. Net als bij Raw en SmackDown, volgde de serie verhaallijnen met scripts, waarin worstelaars helden, schurken of minder te onderscheiden personages speelden die spanning opbouwden in een reeks wedstrijden. De resultaten werd vooraf bepaald door schrijvers van WWE, terwijl verhaallijnen geproduceerd werden voor de wekelijkse televisieserie. In de loop van de vijf seizoenen waren de winnaars van elk seizoen Wade Barrett (Seizoen 1), Kaval (Seizoen 2), Kaitlyn (Seizoen 3) en Johnny Curtis (Seizoen 4). Na NXT Redemption (Seizoen 5) werd het seizoen formaat van de show geschrapt.

## Rooster

### NXT 2.0

#### Mannelijke worstelaars
| Ringnaam         | Echte naam           | Opmerkingen                   |
| ---------------- | -------------------- | ----------------------------- |
| A-Kid            | Carlos Ruiz          |                               |
| Andre Chase      | Chance Barrow        |                               |
| Boa              | Yanbo Wang           |                               |
| Bodhi Hayward    | Brady Booker         |                               |
| Bron Breakker    | Bronson Rechsteiner  | [                             |
| Brooks Jensen    | Benjamin Buchanan    |                               |
| Brutus Creed     | Drew Kasper          |                               |
| Cameron Grimes   | Trevor Caddell       |                               |
| Carmelo Hayes    | Christian Brigham    | NXT Champion                  |
| Channing Lorenzo | Mitchell Lavalley    |                               |
| Cruz Del Toro    | Raúl Mendoza         |                               |
| Dante Chen       | Sean Tan             |                               |
| Duke Hudson      | Brendan Vink         |                               |
| Edris Enofe      | Inyene Umoh          |                               |
| Elton Prince     | Unknown              |                               |
| Fabian Aichner   | Fabian Aichner       |                               |
| Grayson Waller   | Matthew Farrelly     |                               |
| Guru Raaj        | Laxmi Rajpoot        |                               |
| Ikemen Jiro      | Sōjirō Higuchi       |                               |
| James Drake      | James Dowell         |                               |
| Joaquin Wilde    | Michael Paris        |                               |
| Joe Gacy         | Joseph Ruby          |                               |
| Josh Briggs      | Joshua Bruns         |                               |
| Julius Creed     | Jacob Kasper         |                               |
| Kit Wilson       | Unknown              |                               |
| Malik Blade      | Joshua Dawkins       |                               |
| Nathan Frazer    | Benjamin Timms       |                               |
| Odyssey Jones    | Omari Palmer         | Inactief; knie operatie       |
| Roderick Strong  | Christopher Lindsey  |                               |
| Ru Feng          | Feicheng Wang        |                               |
| Sanga            | Saurav Gurjar        |                               |
| Santos Escobar   | Jorge Alcantar Bolly | Inmiddels actief in SmackDown |
| Solo Sikoa       | Joseph Fatu          | Inmiddels actief in SmackDown |
| Tony D'Angelo    | Joseph Ariola        |                               |
| Trick Williams   | Matrick Belton       |                               |
| Troy Donovan     | Cole McKinney        |                               |
| Von Wagner       | Calvin Bloom         |                               |
| Wes Lee          | Deveon Aiken         |                               |
| Xyon Quinn       | Daniel Vidot         |                               |
| Zack Gibson      | Jack Rea             |                               |

#### Vrouwelijke worstelaars
| Ringnaam         | Echte naam              | Opmerkingen                                             |
| ---------------- | ----------------------- | ------------------------------------------------------- |
| Alba Fyre        | Kayleigh Rae            |                                                         |
| Amari Miller     | Camron Clay             |                                                         |
| Candice LeRae    | Candice Gargano         | Inactief; zwangerschapsverlof                           |
| Cora Jade        | Brianna Coda            |                                                         |
| Elektra Lopez    | Karissa Rivera          |                                                         |
| Fallon Henley    | Theresa Schuessler      |                                                         |
| Gigi Dolin       | Priscilla Kelly         |                                                         |
| Indi Hartwell    | Samantha De Martin      |                                                         |
| Io Shirai        | Masami Odate            |                                                         |
| Ivy Nile         | Emily Andzulis          |                                                         |
| Jacy Jayne       | Taylor Grado            |                                                         |
| Katana Chance    | Kacy Catanzaro          |                                                         |
| Kayden Carter    | Allyssa Lane            |                                                         |
| Lash Legend      | Anriel Howard           |                                                         |
| Mandy Rose       | Amanda Saccomanno       |                                                         |
| Nikkita Lyons    | Faith Jefferies         |                                                         |
| Roxanne Perez    | Carla Gonzalez          |                                                         |
| Sarray           | Sari Fujimura           |                                                         |
| Sofia Cromwell   | Sydney Zmrzel           | Inmiddels actief in WWE RAW onder de naam Maximme Dupri |
| Tatum Paxley     | Natalie Holland         |                                                         |
| Tiffany Stratton | Jessica Woynilko        |                                                         |
| Valentina Feroz  | Rita Reis               |                                                         |
| Wendy Choo       | Karen Yu                |                                                         |
| Yulisa Leon      | Jennifer Cantu Iglesias |                                                         |
| Zoey Stark       | Theresa Serrano         | Inmiddels gepromoveerd naar WWE RAW                     |

### Ander on-air personeel
| Ringnaam  | Echte naam     | Opmerkingen            |
| --------- | -------------- | ---------------------- |
| Mr. Stone | Robert Strauss | Manager van Von Wagner |